# Hakeri (film)
Hakeri (engl. Hackers) je američki kriminalistički triler film iz 1995. godine.

## Radnja
Mladi dečak je uhapšen zato što je napisao virus koji je zarazio veliki broj računara. Vlada Amerike mu je zbranila korišćenje računara do njegove 18 godine. Nekoliko godina kasnije nalazi nove prijatelje koji otkrivaju jedan kompjuterski virus i pokušavaju da ga onesposobe i da otkriju ko je njegov kreator.

## Spoljašnje veze
- Hackers на веб-сајту  (језик: енглески)
- Hackers на веб-сајту  (језик: енглески)